# Lioré et Olivier
Lioré et Olivier (zkratka LeO) byl francouzský letecký výrobce založený v roce 1912 Fernandem Lioré a Henri Olivierem. Provozoval 3 továrny. V roce 1936 po znárodnění leteckého průmyslu novou levicovou vládou se závody v Argenteuil a v Clichy staly součástí společnosti SNCASE (Société Nationale de Constructions Aéronautiques du Sud-Est) a závod v Rochefortu součástí společnosti SNCASO (Société Nationale de Constructions Aéronautiques du Sud-Ouest).

## Přehled vyráběných letadel
- Liore et Olivier H.13
- Liore et Olivier H.43
- Liore et Olivier H.47
- Liore et Olivier H.49
- Liore et Olivier H.180
- Liore et Oliver H.190
- Lioré et Olivier H.242
- Liore et Olivier H.246
- Lioré et Olivier LeO 7
- Lioré et Olivier LeO 12
- Lioré et Olivier LeO 20
- Lioré et Olivier LeO 21
- Lioré et Olivier LeO 25

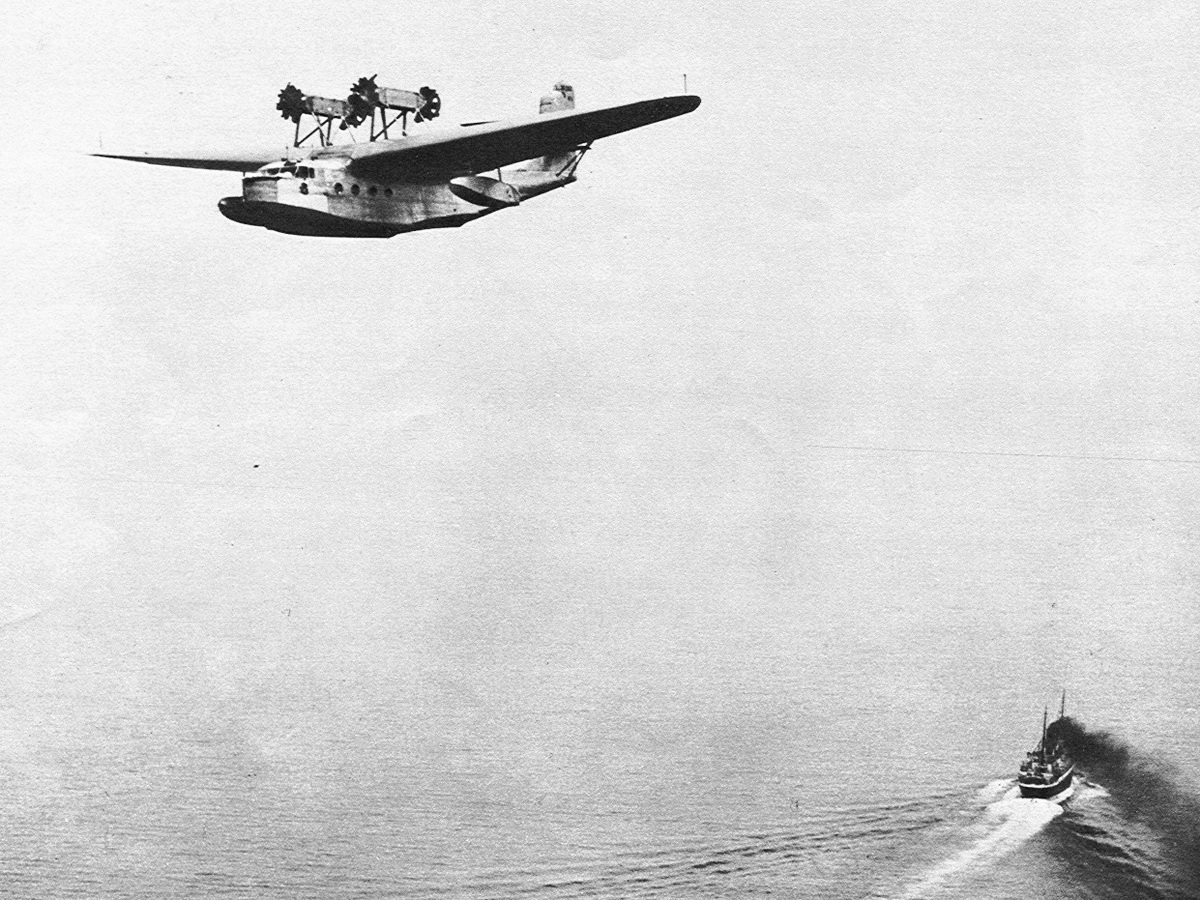
Lioré et Olivier H.242

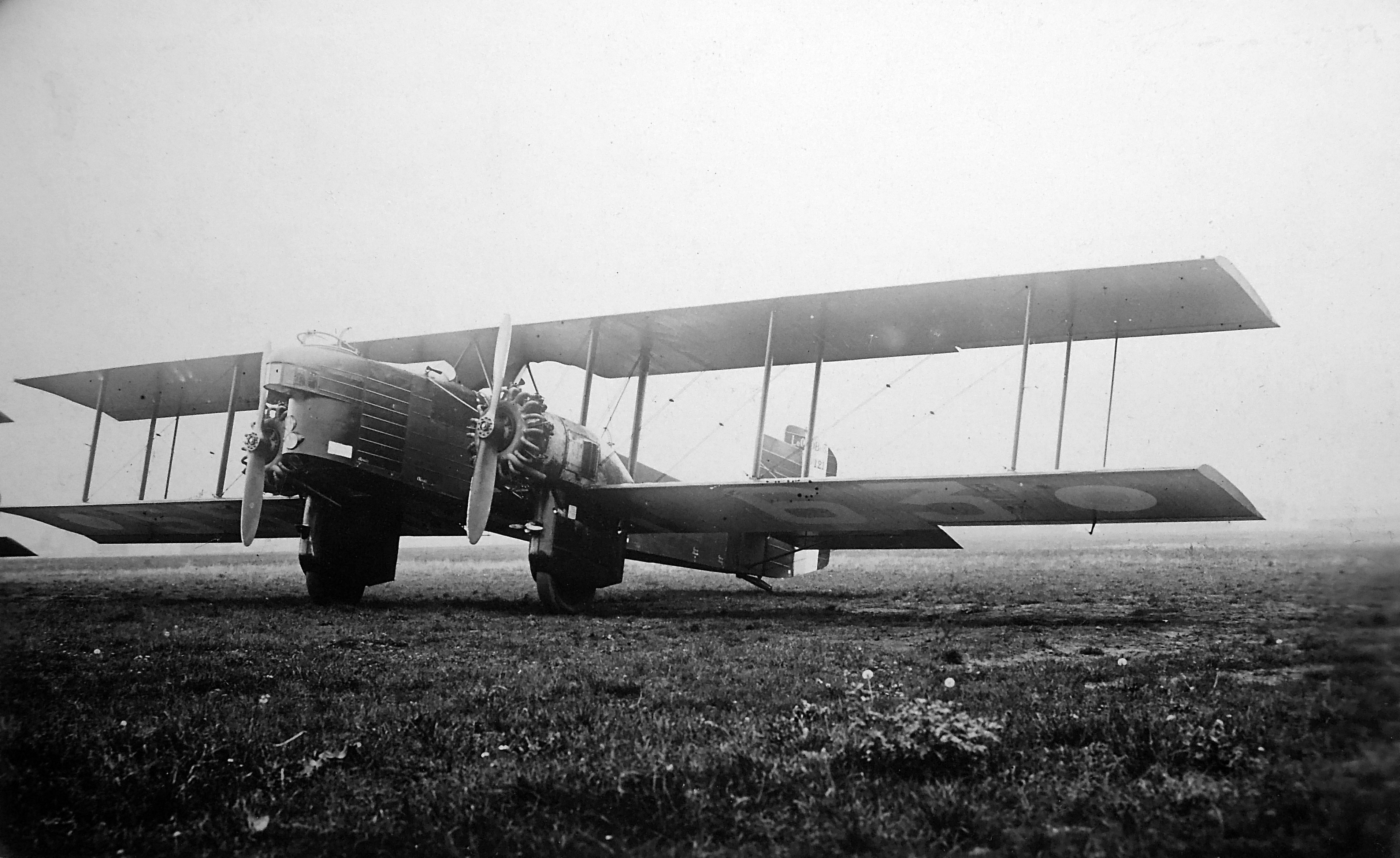
Lioré et Olivier LeO 20

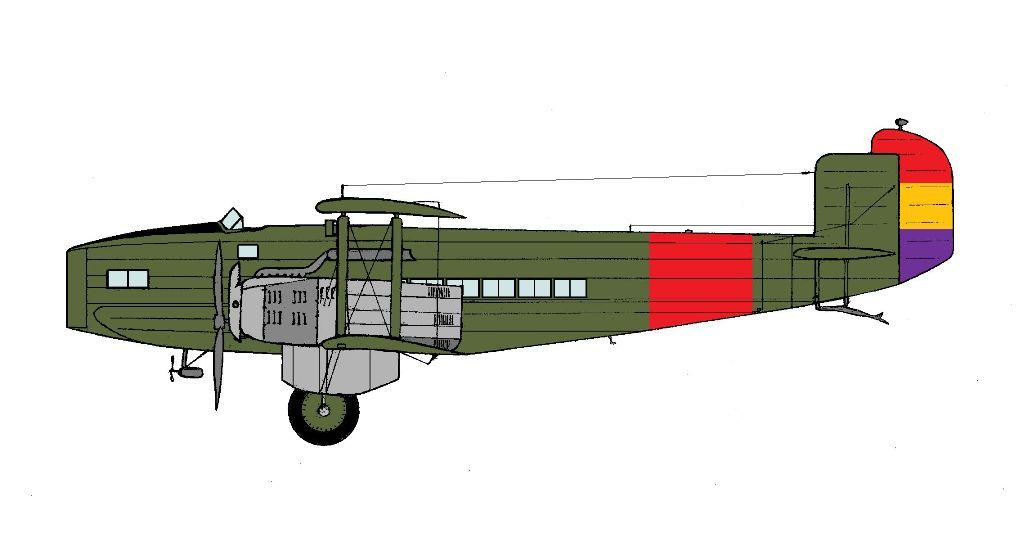
Lioré et Olivier LeO 21

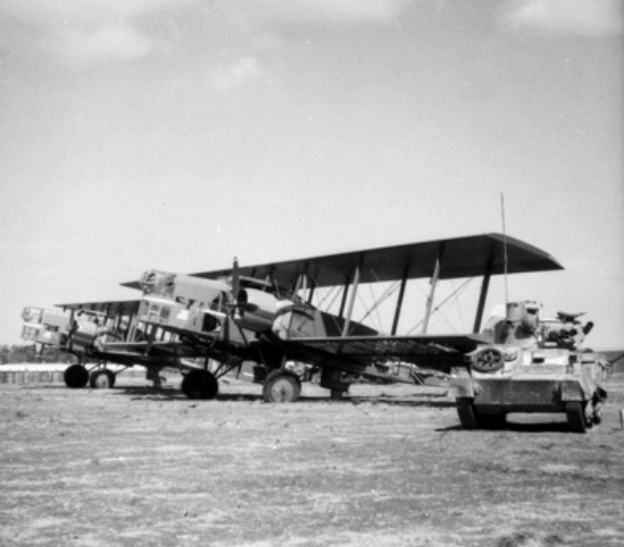
Lioré et Olivier LeO 25

- Lioré et Olivier LeO C-30 (licence vírníku Cierva C.30 britské značky Cierva)
- Lioré et Olivier LeO 40
- Lioré et Olivier LeO 41
- Lioré et Olivier LeO 45
- Lioré et Olivier LeO 300
- Lioré et Olivier LeO 451